# Cuisine cubaine

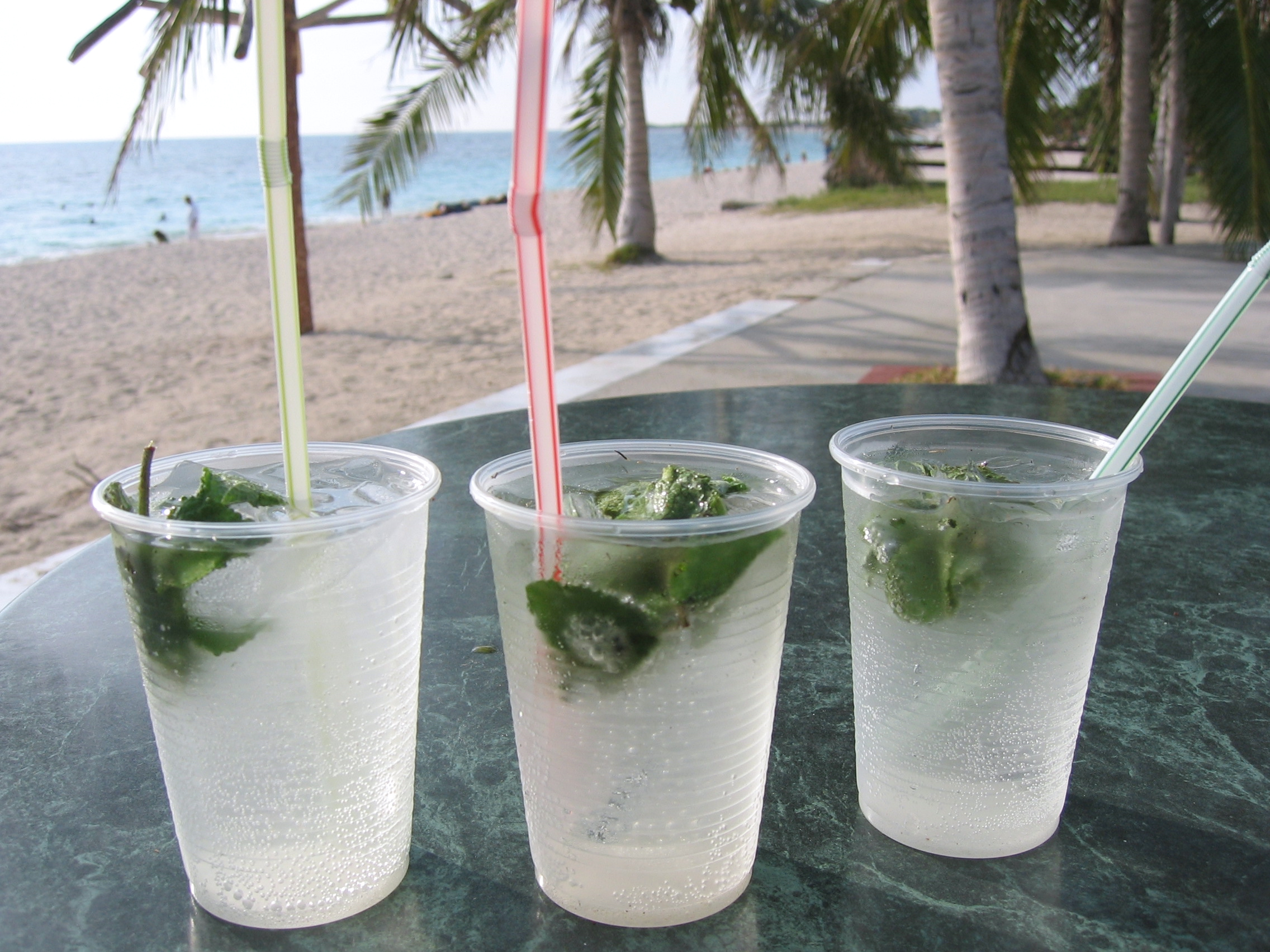
Trois mojitos.

La cuisine cubaine est assez simple et mélange assez fréquemment le sucré et le salé.
Elle utilise beaucoup le riz, les haricots, le yucca, le maïs, le porc et le poulet, accompagnés de diverses manières, comme avec les plátanos, des bananes frites, ainsi qu'une grande variété de fruits tropicaux.
La langouste, dont la pêche est réglementée, est très recherchée.

## Plats
Quelques plats typiques :

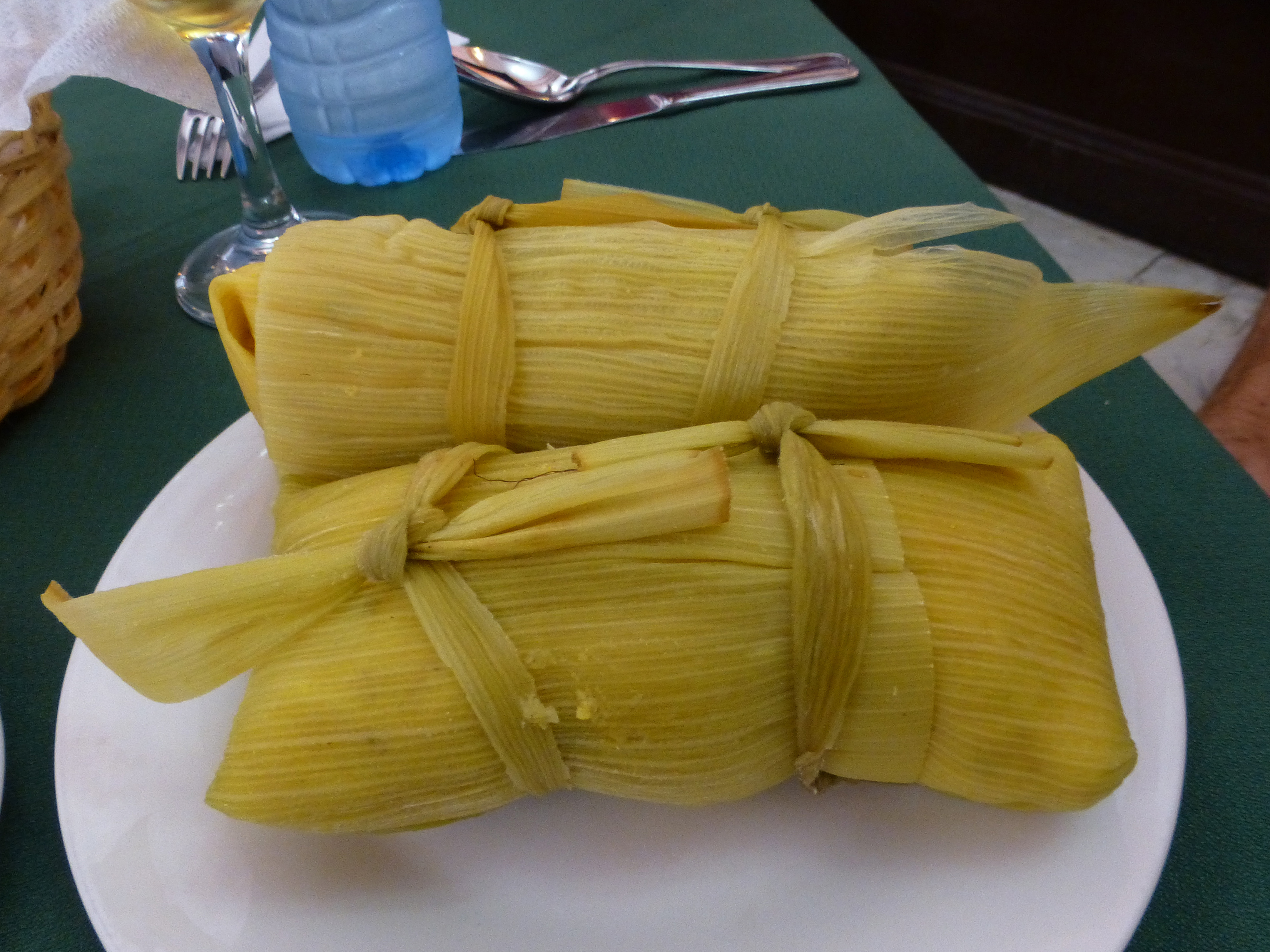
Un plat familial, les tamales.

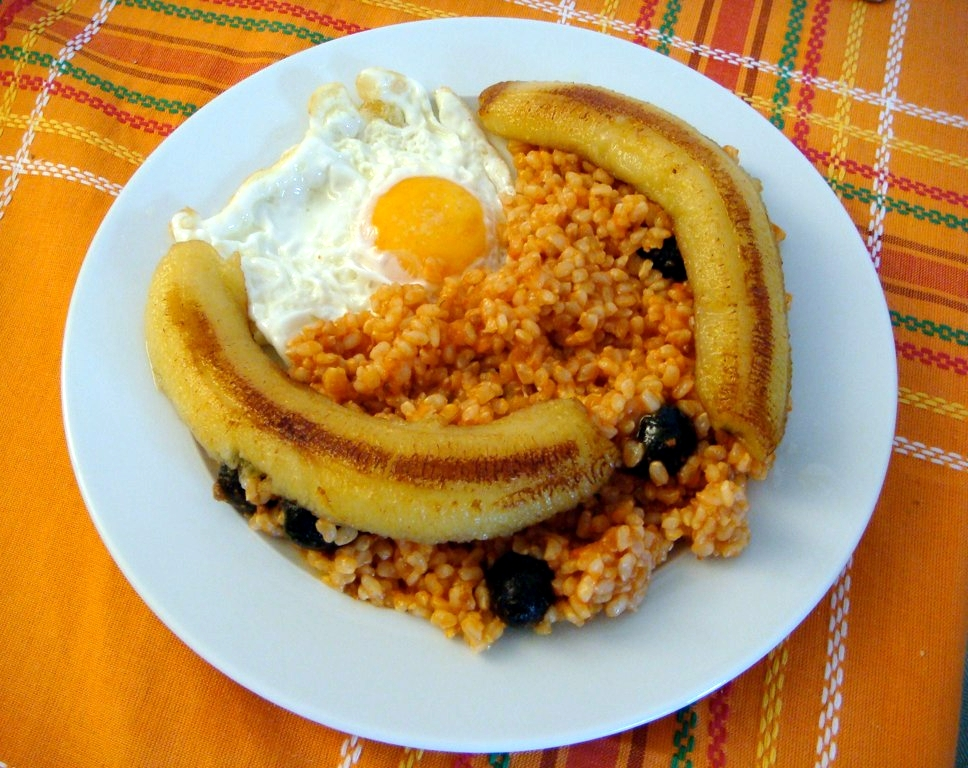
Arroz a la cubana (riz à la cubaine).

- ajiaco : ragoût de porc revenu dans de l'ail et de l'oignon frits ;
- ananas farci à la cubaine : ananas farci avec un mélange de viande de bœuf hachée, de chair à saucisse et de jambon ;
- arroz a la Cubana : riz, bananes cuites et œuf sur le plat ;
- congri (plat national) : oignons, riz blanc, haricots noirs et morceaux de lard, le tout frit ;
- frijoles dormantes : haricots en purée ;
- Moros y Cristianos : riz blanc et haricots noirs ;
- parilladas (en) : assortiment de grillades ;
- porc asado : rôti au four, parfois fumé ;
- poulet à la criolla : poulet agrémenté d'une sauce à la créole ;
- tamales, papillotes à base de farine de maïs.

## Boissons
- Les cocktails, tous à base de rhum :
  - le cuba libre ;
  - le mojito ;
  - l'Hemingway Special ;
  - le daïquiri ;
  - le ron collins, etc. ;
- les vins : espagnol, français et chilien ;
- les bières cubaines : la Cristal, la Bucanero et l'Hatuey.